# Марко Асенсіо
Марко Асенсіо Вільємсен (ісп. Marco Asensio Willemsen; нар. 21 січня 1996, Пальма, Іспанія) — іспанський футболіст. Грає на позиції атакувального півзахисника у складі англійського клубу «Астон Вілла».

## Клубна кар'єра

### «Мальорка»
Вихованець іспанської «Мальорки». Приєднався до головної команди в 2013 році, але спочатку грав за фарм клуб — «Мальорка Б». 27 жовтня 2013 дебютував за основний склад в матчі проти «Рекреатіво». За дублюючий склад зіграв 14 ігор і забив 3 м'ячі. Перший гол за основу, забив 16 березня 2014 року, в матчі проти «Тенерифе». У жовтні 2014 став гравцем місяця в Сегунді. Усього за «Мальорку» забив 7 голів в 56 іграх Сегунди.
У кінці 2014 року підписав контракт з мадридським «Реалом», за умовами якого, він приєднається до «вершкових» влітку 2015.

### «Реал Мадрид»

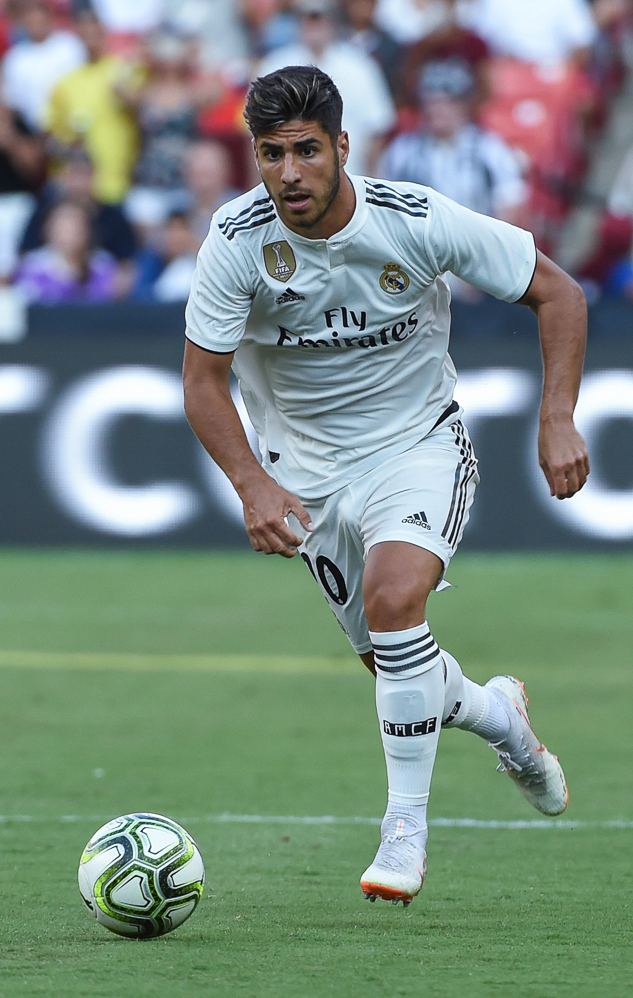
Марко Асенсіо під час виступів за «Реал». 2018 рік.

#### Оренда в «Еспаньйол»
Улітку 2015 став гравцем «Реала». Марко одразу було відправлено в оренду до «Еспаньйолу». Дебютував у Ла Лізі в матчі 4 туру проти «Реал Сосьєдада». У 6 турі отримав жовту картку на 13 хвилині матчу з «Депортіво». У матчі проти «Реал Бетіс» відзначився трьома гольовими передачами, на 4, 51 і 55 хвилинах. Дебютний гол забив у ворота «Гранади» й приніс нічию «Еспаньйолу» на 94 хвилині. У матчі з «Малагою», відзначився гольовим пасом на 6 хвилині. Перший кубковий матч з клубом, провів 15 грудня 2015 проти «Леванте». На 22 хвилині матчу з «Ейбаром» віддав гольову передачу. У матчі 25 туру, відзначився голом і отримав жовту картку. У матчі проти «Райо Вальєкано» віддав гольовий пас на 12 хвилині. У 31 і 32 турі віддав по 1 гольовій передачі. У 34 турі забив гол у ворота «Сельти». У останньому матчі за клуб, відзначився дублем у ворота «Ейбара», забивавши голи на 32 і 66 хвилинах, і віддав гольову передачу на 76 хвилині. У підсумку, «Еспаньйол» переміг з рахунком 4:2. Потрапив до 10-ки найкращих асистентів Ла Ліги.

#### Виступи за «Реал»
Офіційний дебют Асенсіо за «Реал» відбувся в матчі Суперкубка УЄФА. Там Марко забив красивий гол здалеку в ворота Серхіо Ріко й відкрив рахунок у матчі. Став автором останнього — четвертого — голу у ворота туринського «Ювентуса» у фінальному матчі Ліги чемпіонів 2016—2017. Крім Ліги чемпіонів виграв у своєму першому сезоні в «Реалі» й національний чемпіонат. Провів за сезон 38 матчів в усіх турнірах. В наступному сезоні почав ще частіше виходити на поле у складі «королівського клубу», взявши участь у 51 грі, включаючи 32 матчі Ла-Ліги.

## Збірні
Зіграв на Євро-2015 серед збірних до 19 років, що проходив у Греції. Був основним гравцем своєї збірної. У півфіналі турніру, в поєдинку зі збірною Франції, відзначився дублем і забив свої м'ячі на 88 і 95 хвилинах матчу, що дозволило йому пробитися до списку найкращих бомбардирів турніру. Зіграв у фінальному матчі проти збірної Росії й разом зі своєю командою став чемпіоном Європи серед команд до 19 років. Став найкращим гравцем турніру.

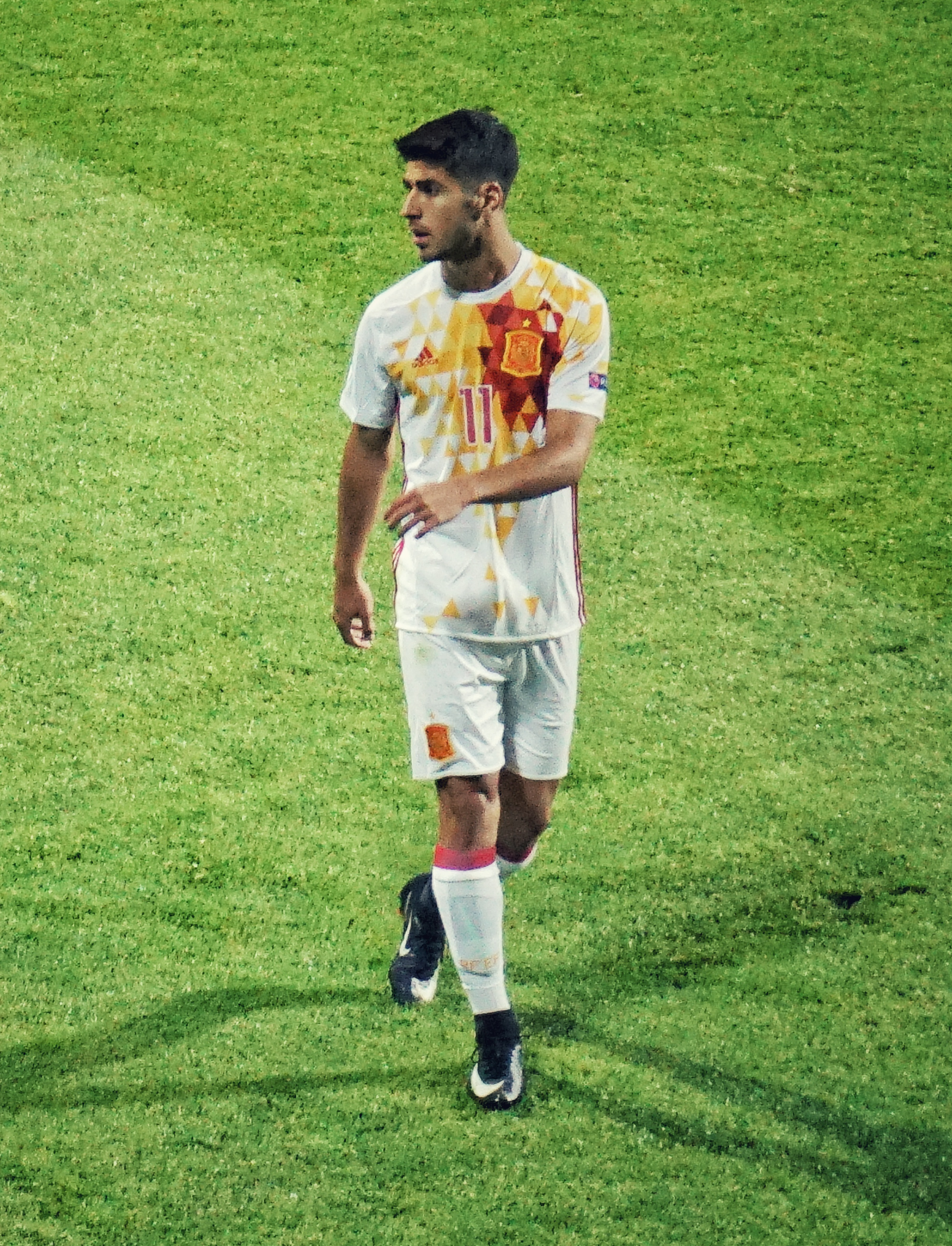
Марко Асенсіо на молодіжному чемпіонаті Європи 2017 року.

З 2015 року залучався до складу молодіжної збірної Іспанії, з якою став фіналістом молодіжного чемпіонату Європи 2017 року. На молодіжному рівні зіграв у 18 офіційних матчах, забив 7 голів.
29 травня 2016 року дебютував в офіційних іграх у складі національної збірної Іспанії в товариському матчі проти збірної Боснії та Герцеговини (3:1). У складі збірної — учасник чемпіонату світу 2018 року у Росії. На турнірі зіграв у трьох іграх. Свій дебютний гол за національну збірну забив у ворота збірної Хорватії (6:0) в поєдинку, який відбувся 11 вересня 2018 року в рамках Ліги націй УЄФА.
2021 року складі Олімпійської збірної Асенсіо був учасником футбольного турніру Олімпійських ігор-2020, де іспанці здобули срібні нагороди, зігравши на турнірі в усіх 6 іграх, а в півфіналі проти Японії (1:0) забив переможний гол, який вивів його команду в фінал.

## Статистика виступів

### Статистика клубних виступів
Станом на 7 листопада 2022 року
| Сезон                   | Команда                 | Чемпіонат               | Чемпіонат | Чемпіонат | Національний кубок | Національний кубок | Національний кубок | Континентальні кубки | Континентальні кубки | Континентальні кубки | Інші змагання | Інші змагання | Інші змагання | Усього | Усього |
| Сезон                   | Команда                 | Ліга                    | Ігор      | Голів     | Ліга               | Ігор               | Голів              | Ліга                 | Ігор                 | Голів                | Ліга          | Ігор          | Голів         | Ігор   | Голів  |
| ----------------------- | ----------------------- | ----------------------- | --------- | --------- | ------------------ | ------------------ | ------------------ | -------------------- | -------------------- | -------------------- | ------------- | ------------- | ------------- | ------ | ------ |
| 2013–14                 | «Мальорка»              | СД                      | 20        | 1         | КІ                 | 0                  | 0                  | -                    | -                    | -                    | -             | -             | -             | 20     | 1      |
| 2014–15                 | «Мальорка»              | СД                      | 36        | 6         | КІ                 | 0                  | 0                  | -                    | -                    | -                    | -             | -             | -             | 36     | 6      |
| Усього за «Мальорку»    | Усього за «Мальорку»    | Усього за «Мальорку»    | 56        | 7         |                    | 0                  | 0                  |                      | -                    | -                    |               | -             | -             | 56     | 7      |
| 2015–16                 | «Еспаньйол»             | ПД                      | 34        | 4         | КІ                 | 3                  | 0                  | -                    | -                    | -                    | -             | -             | -             | 37     | 4      |
| 2016–17                 | «Реал Мадрид»           | ПД                      | 23        | 3         | КІ                 | 6                  | 3                  | ЛЧ                   | 8                    | 3                    | СУ+КЧС        | 1+0           | 1             | 38     | 10     |
| 2017–18                 | «Реал Мадрид»           | ПД                      | 32        | 6         | КІ                 | 5                  | 2                  | ЛЧ                   | 12                   | 1                    | СУ+СІ+КЧС     | 1+2+1         | 0+2+0         | 53     | 11     |
| 2018–19                 | «Реал Мадрид»           | ПД                      | 30        | 1         | КІ                 | 5                  | 3                  | ЛЧ                   | 7                    | 2                    | СУ+КЧС        | 1+1           | 0             | 44     | 6      |
| 2019–20                 | «Реал Мадрид»           | ПД                      | 9         | 3         | КІ                 | 0                  | 0                  | ЛЧ                   | 1                    | 0                    | СІ            | 0             | 0             | 10     | 3      |
| 2020–21                 | «Реал Мадрид»           | ПД                      | 35        | 5         | КІ                 | 1                  | 0                  | ЛЧ                   | 11                   | 2                    | СІ            | 1             | 0             | 48     | 7      |
| 2021–22                 | «Реал Мадрид»           | ПД                      | 31        | 10        | КІ                 | 2                  | 1                  | ЛЧ                   | 8                    | 1                    | СІ            | 1             | 0             | 42     | 12     |
| 2022–23                 | «Реал Мадрид»           | ПД                      | 9         | 1         | КІ                 | 0                  | 0                  | ЛЧ                   | 6                    | 2                    | СУ+СІ+КЧС     | 0+0+0         | 0             | 15     | 3      |
| Усього за «Реал Мадрид» | Усього за «Реал Мадрид» | Усього за «Реал Мадрид» | 169       | 29        |                    | 19                 | 9                  |                      | 53                   | 11                   |               | 9             | 3             | 250    | 52     |
| Усього за кар'єру       | Усього за кар'єру       | Усього за кар'єру       | 259       | 40        |                    | 22                 | 9                  |                      | 53                   | 11                   |               | 9             | 3             | 343    | 63     |

### Статистика виступів за збірну
Станом на 6 грудня 2022 року
| Дата       | Місто                       | Господарі         | Результат               | Гості                | Турнір                                    | Голи | Примітки |
| ---------- | --------------------------- | ----------------- | ----------------------- | -------------------- | ----------------------------------------- | ---- | -------- |
| 29-5-2016  | Санкт-Галлен                | Іспанія           | 3 – 1                   | Боснія і Герцеговина | товариський матч                          | -    | 60'      |
| 5-9-2016   | Леон                        | Іспанія           | 8 – 0                   | Ліхтенштейн          | Відбір до ЧС 2018                         | -    | 80'      |
| 7-6-2017   | Мурсія                      | Іспанія           | 2 – 2                   | Колумбія             | товариський матч                          | -    | 46'      |
| 2-9-2017   | Мадрид                      | Іспанія           | 3 – 0                   | Італія               | Відбір до ЧС 2018                         | -    | 78'      |
| 6-10-2017  | Аліканте                    | Іспанія           | 3 – 0                   | Албанія              | Відбір до ЧС 2018                         | -    | 74'      |
| 9-10-2017  | Єрусалим                    | Ізраїль           | 0 – 1                   | Іспанія              | Відбір до ЧС 2018                         | -    |          |
| 11-11-2017 | Малага                      | Іспанія           | 5 – 0                   | Коста-Рика           | товариський матч                          | -    | 65'      |
| 14-11-2017 | Санкт-Петербург             | Росія             | 3 – 3                   | Іспанія              | товариський матч                          | -    |          |
| 23-3-2018  | Дюссельдорф                 | Німеччина         | 1 – 1                   | Іспанія              | товариський матч                          | -    | 59'      |
| 27-3-2018  | Мадрид                      | Іспанія           | 6 – 1                   | Аргентина            | товариський матч                          | -    |          |
| 27-3-2018  | Мадрид                      | Іспанія           | 6 – 1                   | Аргентина            | товариський матч                          | -    |          |
| 3-6-2018   | Вільярреал                  | Іспанія           | 1 – 1                   | Швейцарія            | товариський матч                          | -    | 60'      |
| 9-6-2018   | Краснодар                   | Туніс             | 0 – 1                   | Іспанія              | товариський матч                          | -    | 60'      |
| 20-6-2018  | Казань                      | Іран              | 0 – 1                   | Іспанія              | ЧС 2018 - груповий етап                   | -    | 80'      |
| 25-6-2018  | Калінінград                 | Іспанія           | 2 – 2                   | Марокко              | ЧС 2018 - груповий етап                   | -    | 74'      |
| 1-7-2018   | Москва                      | Іспанія           | 1 – 1 д.ч. (3-4 п.п.)   | Росія                | ЧС 2018 - 1/8 фіналу                      | -    | 104'     |
| 8-9-2018   | Лондон                      | Англія            | 1 – 2                   | Іспанія              | Ліга націй УЄФА 2018—2019 - груповий етап | -    | 68'      |
| 11-9-2018  | Ельче                       | Іспанія           | 6 – 0                   | Хорватія             | Ліга націй УЄФА 2018—2019 - груповий етап | 1    |          |
| 15-10-2018 | Севілья                     | Іспанія           | 2 – 3                   | Англія               | Ліга націй УЄФА 2018—2019 - груповий етап | -    |          |
| 15-11-2018 | Загреб                      | Хорватія          | 3 – 2                   | Іспанія              | Ліга націй УЄФА 2018—2019 - груповий етап | -    | 61'      |
| 18-11-2018 | Лас-Пальмас-де-Гран-Канарія | Іспанія           | 1 – 0                   | Боснія і Герцеговина | товариський матч                          | -    |          |
| 23-3-2019  | Валенсія                    | Іспанія           | 2 – 1                   | Норвегія             | Відбір до ЧЄ 2020                         | -    |          |
| 26-3-2019  | Та-Калі                     | Мальта            | 0 – 2                   | Іспанія              | Відбір до ЧЄ 2020                         | -    |          |
| 7-6-2019   | Торсгавн                    | Фарерські острови | 1 – 4                   | Іспанія              | Відбір до ЧЄ 2020                         | -    | 56'      |
| 10-6-2019  | Мадрид                      | Іспанія           | 3 – 0                   | Швеція               | Відбір до ЧЄ 2020                         | -    | 64'      |
| 11-11-2020 | Амстердам                   | Нідерланди        | 1 – 1                   | Іспанія              | товариський матч                          | -    | 62'      |
| 17-11-2020 | Севілья                     | Іспанія           | 6 – 0                   | Німеччина            | Ліга націй УЄФА 2022—2023 - груповий етап | -    | 73'      |
| 5-6-2022   | Прага                       | Чехія             | 2 – 2                   | Іспанія              | Ліга націй УЄФА 2022—2023 - груповий етап | -    | 61'      |
| 9-6-2022   | Лансі                       | Швейцарія         | 0 – 1                   | Іспанія              | Ліга націй УЄФА 2022—2023 - груповий етап | -    | 73'      |
| 12-6-2022  | Малага                      | Іспанія           | 2 – 0                   | Чехія                | Ліга націй УЄФА 2022—2023 - груповий етап | -    | 72'      |
| 24-9-2022  | Сарагоса                    | Іспанія           | 1 – 2                   | Швейцарія            | Ліга націй УЄФА 2022—2023 - груповий етап | -    | 63'      |
| 17-11-2022 | Амман                       | Йорданія          | 1 – 3                   | Іспанія              | товариський матч                          | -    |          |
| 23-11-2022 | Доха                        | Іспанія           | 7 – 0                   | Коста-Рика           | ЧС 2022 - груповий етап                   | 1    | 69'      |
| 27-11-2022 | Ель-Хаур                    | Іспанія           | 1 – 1                   | Німеччина            | ЧС 2022 - груповий етап                   | -    | 66'      |
| 1-12-2022  | Ер-Раян                     | Японія            | 2 – 1                   | Іспанія              | ЧС 2022 - груповий етап                   | -    | 57'      |
| 6-12-2022  | Ер-Раян                     | Марокко           | 0 – 0 д.ч. (3 – 0 п.п.) | Іспанія              | ЧС 2022 - 1/8 фіналу                      | -    | 63'      |
| Усього     |                             | Матчів            | 35                      |                      | Голів                                     | 2    |          |

## Досягнення

### Командні

#### Збірна Іспанії
- Переможець Євро-2015 серед збірних до 19 років
- Срібний олімпійський призер (1): 2020
- Переможець Ліги націй УЄФА: 2022-23

#### Реал
- Чемпіон Іспанії (3): 2016/17, 2019/20, 2021/22
- Володар кубка Іспанії (1): 2022/23
- Володар Суперкубка Іспанії (3): 2017, 2019, 2021
- Володар Суперкубка УЄФА (3): 2016, 2017, 2022
- Володар Клубного чемпіонату світу (4): 2016, 2017, 2018, 2022
- Володар Ліги Чемпіонів УЄФА (3): 2016/17, 2017/18, 2021/22

#### Парі Сен-Жермен
- Чемпіон Франції (2): 2023/24, 2024/25
- Володар Кубка Франції (1): 2023/24
- Володар Суперкубка Франції (2): 2023, 2024
- Переможець Ліги чемпіонів УЄФА (1): 2024/25

### Індивідуальні
- Гравець місяця в Сегунді — жовтень 2014
- Найкращий гравець Юнацького Євро-2015
- Найкращий бомбардир Міжнародного кубку чемпіонів 2018